# Edgardo Araya Sibaja
Edgardo Vinicio Araya Sibaja (Grecia, 24 de febrero de 1973) es un abogado ambientalista costarricense, Diputado de la Asamblea Legislativa de Costa Rica para el periodo 2014-2018 en el 8º lugar de la provincia de Alajuela, por el Partido Frente Amplio.  Obtuvo su licenciatura en Derecho por la Universidad de Costa Rica. Fue el candidato del partido Frente Amplio a la presidencia de Costa Rica en las elecciones del 4 de febrero de 2018.

## Biografía
Araya Sibaja nació en Grecia, el 24 de febrero de 1973. A la edad de dos años, por razones laborales de su padre, su familia se traslada a Ciudad Quesada, San Carlos, donde actualmente reside. Edgardo es el hermano mayor de una familia de pequeños agricultores de Grecia y Atenas.  Tiene tres hermanas. 
Es ampliamente reconocido a nivel nacional y latinoamericano por su lucha contra el proyecto minero de Crucitas en el norte de San Carlos, impulsado por la empresa canadiense Infinito Gold. Gracias a su aporte y el de muchas personas, desde el 25 de noviembre de 2010 se logró evitar la constitución de una planta de extracción minera en esa zona, a pesar de las presiones del entonces Presidente Óscar Arias Sánchez. La empresa fue condenada en noviembre de 2015 a pagar por el daño ambiental causado a Costa Rica, con una multa de 6,5 millones de dólares
En el año 2010 es electo Regidor a la Municipalidad de San Carlos por la coaliación partidaria "Alianza Sancarleña" con casi 5000 votos. En febrero de 2014 es electo Diputado a la Asamblea Legislativa de Costa Rica para el periodo 2014-2018, por la provincia de la Alajuela con el partido Frente Amplio. La papeleta de su partido obtuvo cerca de 56000 votos a nivel provincial y permitió la elección de su compañera en el segundo lugar, Ligia Fallas Rodríguez.
En el primer año de su gestión como diputado formó parte de las comisiones de trabajo de Asuntos Jurídicos, Relaciones Internacionales y Reglamento. Además presidió la comisión de Ambiente hasta el 30 de abril de 2015. Para su tercer año de trabajo legislativo fue elegido por sus compañeros y compañeras de bancada como Jefe de Fracción.

## Formación y trayectoria
Edgardo Araya Sibaja estudió la primaria en la Escuela Juan Chaves Rojas y la secundaria en el Liceo San Carlos, en Ciudad Quesada. Es ahí donde empieza a mostrar su inclinación por la defensa del ambiente al integrarse a la lucha por la defensa del hoy parque nacional del Agua Juan Castro Blanco. En aquel entonces la empresa Eurospec pretendía explotar azufre en el cerro Platanar, abriendo una mina a cielo abierto.
En el año 1991 ingresa a la Universidad de Costa Rica y se involucra en actividades del movimiento estudiantil. Como miembro fundador de "Gente U" integra el movimiento por la defensa del presupuesto universitario. En esa época labora como misceláneo en el Parque Diversiones para ayudarse a sufragar sus estudios.
En el año 1993 ingresa a la carrera de Derecho, trabajando a su vez como asistente legal. Al terminar su carrera se traslada a San Carlos, donde inicia labores en los Tribunales de Justicia como auxiliar judicial mientras prepara su tesis  «La descentralización tributaria como forma de democratización de la administración pública», la que fue aprobada con distinción.
Posteriormente trabaja en los Tribunales de Justicia como juez de tránsito, pensiones y contravenciones y en el año 2000 decide ejercer de manera independiente y abrir su oficina como abogado y notario público en Ciudad Quesada, San Carlos, Alajuela.
En el año 2002 impulsa la fundación de "Unión Norte por la Vida", UNOVIDA, con el objetivo de luchar de manera organizada contra varios problemas ambientales de la zona norte, como la defensa de los ríos, los acueductos comunales y la minería en Crucitas.
Con UNOVIDA, desde el año 2002, da seguimiento legal y presenta oposición al Proyecto Minero Crucitas, tramitado por Industrias Infinito ante la Secretaría Técnica Nacional Ambiental de Costa Rica, SETENA.  En el año 2008, se emite la «Declaratoria de Interés Público y Conveniencia Nacional del Proyecto Minero Crucitas», decretada así por el expresidente de la República y premio Nobel de la Paz, Óscar Arias Sánchez y su Ministro de Ambiente y Energía, Roberto Dobles Mora. A raíz de dicha «Declaratoria de interés público» , las gestiones de Edgardo Araya a través de UNOVIDA adquieren relevancia nacional, con la presentación de un recurso de amparo que salvó de la destrucción al menos a 105 hectáreas de bosque en una zona ambientalmente muy sensible. Esta causa finalizó en el año 2010, cuando se da el juicio en el Tribunal Contencioso Administrativo, en el que Edgardo Araya Sibaja integra un equipo jurídico que entierra el proyecto Crucitas, un triunfo celebrado por el país y que repercute en muchos países del mundo.  La consciencia que despertó el juicio, junto con otras muchas acciones de muchos otros actores sociales a nivel nacional, generaron las condiciones políticas ideales para que en ese mismo año la Asamblea Legislativa declarara por ley la prohibición de la minería metálica a cielo abierto en el país.

## Carrera política
En el año 2010, con Alianza Sancarleña (coalición de partidos locales de San Carlos, Alajuela y el Frente Amplio), Edgardo Araya logró el apoyo de casi 5 mil ciudadanos y ciudadanas de este municipio que le eligieron como Regidor propietario ante el Concejo Municipal.
En el año 2014, la población de la provincia de Alajuela lo elige Diputado de la República de Costa Rica para el período 2014 - 2018.  En su primer año de gestión como miembro de la Asamblea Legislativa formó parte de las comisiones de Asuntos Jurídicos, Relaciones Internacionales, Reglamento y Ambiente (la que presidió hasta el 30 de abril de 2015).  En esas comisiones y en el plenario legislativo se ha destacado por su lucha por la aprobación de proyectos de ley que beneficien a los sectores más vulnerables de nuestra sociedad; tales como: 
- Fortalecimiento de la gestión de cobro de la CCSS,
- Tope en el aumento de los alquileres de casas de habitación,
- Protección del salario a los choferes de buses,
- Prohibición de la pesca de arrastre,
- Actualización del timbre de vida silvestre que proveerá de mayores recursos al SINAC.

Algunos de esos proyectos impulsados ya son Ley de la República, tales como:
- Prohibición de que las personas diputadas en ejercicio puedan aspirar al cargo de la Defensoría de los Habitantes y
- Disminución de los aumentos del salario de las personas diputadas.

A inicios del 2015, el Despacho de Edgardo contabilizaba 85 procesos administrativos o judiciales en defensa del ambiente.  A diciembre de 2016 el despacho de Edgardo Araya en la Asamblea Legislativa contabilizaba más de 500 acciones concretas ante diversas instituciones públicas que tienen como objetivo solventar las múltiples necesidades de las comunidades.
Desde el 1 de mayo de 2016 hasta el 31 de abril de 2017 fue Jefe de Fracción Legislativa por la bancada de su partido Frente Amplio de Costa Rica. Le sustituyó su compañero de bancada, el diputado por Cartago, Frank Camacho.
En 2017 Edgardo Araya propuso su nombre como candidato presidencial del partido Frente Amplio. Fue precandidato junto con el también diputado Frank Camacho, hasta que este último desistió y Araya Sibaja quedó como único candidato de la agrupación política para las elecciones de febrero de 2018. Fue confirmado como candidato presidencial por la Asamblea General del Partido Frente Amplio el 12 de agosto de 2017.